# Clos Montserrat
El Clos Montserrat és una masia de Constantí (Tarragonès) protegida com a Bé Cultural d'Interès Local.

## Descripció
El clos Montserrat conté en tota la seva superfície l'antic mas Alemany i l'antic mas Cirera. Està compost per un gran edifici que conté la casa principal, una capella i la casa del masover i un altre edifici quer era l'antiga casa del guàrdia. En tot el seu tancat hi existeix una xarxa de camins molt ben integrada en el paisatge agrícola de la zona. Els edificis i l'entorn destaquen pel seu bon estat de conservació i restauració.

## Història
El mas probablement té un origen en els segles XVI o XVII. La casa principal d'aspecte vuitcentista, igual que la capella foren construïdes a finals del xviii. A principis del XIX la propietat es constitueix en tot un tancat que passa a anomar-se clos.